# Mistrzostwa Europy w Tenisie Stołowym 2022
Mistrzostwa Europy w Tenisie Stołowym 2022 odbyły się w dniach 13-21 sierpnia 2022 w Rudi-Sedlmayer-Halle w Monachium w Niemczech. Tenis stołowy był ujęty w programie dyscyplin rozgrywanych w ramach Mistrzostw Europejskich 2022, które odbywały się w tym mieście w dniach 11-21 sierpnia 2022. W zawodach brało udział 225 zawodników z 39 krajów.

## Konkurencje
Mężczyźni i kobiety
- Singel
- Gra podwójna
- Turniej par mieszanych

## Medaliści i medalistki
| Konkurencja:                       | Złoto:                                                 | Srebro:                                       | Brąz:                                                                                             |
| Mężczyźni                          |                                                        |                                               |                                                                                                   |
| singel (szczegóły)                 | Dang Qiu                                               | Darko Jorgić                                  | Mattias Falck Kristian Karlsson                                                                   |
| gra podwójna (szczegóły)           | Szwecja · Mattias Falck · Kristian Karlsson            | Austria · Robert Gardos · Daniel Habesohn     | Francja · Alexis Lebrun · Félix Lebrun Szwecja · Anton Källberg · Jon Persson                     |
| Kobiety                            |                                                        |                                               |                                                                                                   |
| singel (szczegóły)                 | Sofia Polcanova                                        | Nina Mittelham                                | Shan Xiaona Sabine Winter                                                                         |
| gra podwójna (szczegóły)           | Austria · Sofia Polcanova · Rumunia · Bernadette Szőcs | Rumunia · Andreea Dragoman · Elizabeta Samara | Luksemburg · Ni Xialian · Sarah De Nutte Hiszpania · María Xiao · Rumunia · Adina Mihaela Diaconu |
| Mikst                              |                                                        |                                               |                                                                                                   |
| turniej par mieszanych (szczegóły) | Francja · Emmanuel Lebesson · Jia Nan Yuan             | Rumunia · Ovidiu Ionescu · Bernadette Szőcs   | Austria · Robert Gardos · Sofia Polcanova Słowacja · Ľubomír Pištej · Barbora Balážová            |

## Tabela medalowa
Na podstawie:
  *   Gospodarz ( Niemcy)
| Miejsce | Reprezentacja | Złoto | Srebro | Brąz | Razem |
| ------- | ------------- | ----- | ------ | ---- | ----- |
| 1       | Austria       | 2     | 1      | 1    | 4     |
| 2       | Rumunia       | 1     | 2      | 1    | 4     |
| 3       | Niemcy*       | 1     | 1      | 2    | 4     |
| 4       | Szwecja       | 1     | 0      | 3    | 4     |
| 5       | Francja       | 1     | 0      | 1    | 2     |
| 6       | Słowenia      | 0     | 1      | 0    | 1     |
| 7       | Luksemburg    | 0     | 0      | 1    | 1     |
| 7       | Hiszpania     | 0     | 0      | 1    | 1     |
| 7       | Słowacja      | 0     | 0      | 1    | 1     |
| Razem   | Razem         | 6     | 5      | 11   | 22    |